# ピア・クラスゴー
ピア・メレテ・クラスゴー（デンマーク語: Pia Merete Kjærsgaard、1947年2月23日 - ）は、デンマークの政治家、元介護士。

## 来歴
1947年2月23日、塗装資材販売店を営むポール・クラスゴーと、主婦のインゲ・ミュンヒ・ジェンセンとの間にコペンハーゲンで生まれる。
1984年の総選挙で国会議員に初当選。ヴェンスタでの政治活動を経て、1995年にデンマーク国民党を創設、2012年にかけて党首を務める。「文明人はヨーロッパ人だけであり、他は全て野蛮人」などの発言を繰り返し、右翼的な政治家として広く知られるようになる。
2011年9月15日の総選挙で、中道左派政党のデンマーク社会民主党が政権を獲得したことを受け、ヴェンスタ率いる中道右派政権への閣外協力を解消した。翌年9月には、デンマーク国民党の党首を辞任した。
2015年の総選挙後、女性として初めてフォルケティング（国会）議長に就任した。